# Клевер гибридный
Кле́вер гибри́дный, или Клевер ро́зовый, или Клевер шве́дский (лат. Trifólium hybrídum) — травянистое растение; вид рода Клевер подсемейства Мотыльковые семейства Бобовые. Ценное кормовое и медоносное растение.

## Ботаническое описание
Клевер гибридный — многолетнее растение с трубчатыми восходящими ветвистыми стеблями высотой от 30 до 80 см.
Корневая система не глубокая, стержневая. Отдельные корни проникают на глубину 1 м, а основная масса сосредоточена в почве на глубине 40—50 см.
Листочки обратносердцевидные или овальные.
Цветочные головки густые, шаровидные, на длинноватых ножках, пазушные. Венчик из белого переходит в розовый, а при отцветании — в бурый.
Плод продолговатый, плоский, с тонким околоплодником, содержит от 1 до 3 семян; вполне зрелые — тёмно-оливкового цвета.
Цветёт летом, плоды даёт в конце лета и в начале осени.

## Распространение и экология
Распространён по всей северной и средней Европе. Впервые стал разводиться в Швеции.
В России растёт по всей территории европейской части, на Урале, в Сибири, на Дальнем Востоке (кроме Сахалина).
Растение ярового типа развития. Цветёт в год посева. Полного развития достигает на 2-й год жизни. В течение вегетации растёт медленно. Весной отрастает позже клевера красного, а цветёт и созревает раньше. Продолжительность цветения однолетнего растения 30 дней, двухлетнего 30—40 дней. С начала вегетации до созревания семян проходит 90—115 дней.

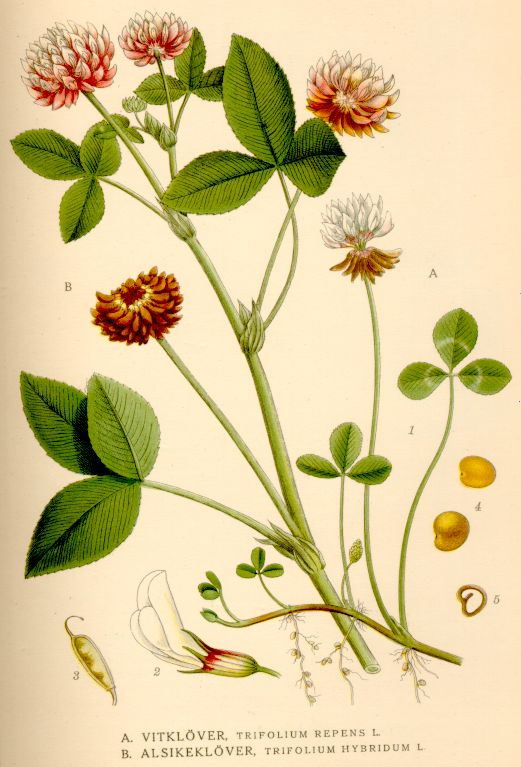
Клевер гибридный (слева). Ботаническая иллюстрация К. А. М. Линдмана из книги «Bilder ur Nordens Flora» (1917—1926).

Хорошо растёт на структурных глинистых, суглинистых и супесчаных почвах, низменных лугах с темноцветной почвой, хорошо развивается в условиях слабого аллювиального процесса. Лучше клевера красного (Trifolium rubens) растёт на болотах, тяжелых глинистых и холодных почвах. Плохо растёт на почвах с щелочной реакцией. Может переносит высокую кислотность почвы до pH 4—5. Влаголюбив, выносит затопление талыми водами, но застоя и близкого стояния грунтовых вод не выносит. Засуха понижает урожай. По сравнению с клевером луговым более устойчив к зимним морозам и весенним заморозкам, не вымерзает на торфяниках. Хорошо отзывается на внесение удобрений.
Так же как и в клевер красный повреждается антракнозом, раком. В сухую погоду страдает от мучнистой росы и частично от бурой пятнистости. Реже клевера красного повреждается долгоносиками и тлями.

## Химический состав
По данным 8 анализов содержание аскорбиновой кислоты в листьях с июня по октябрь колебалось в пределах 82,4—269,7 мг%. К осени количество аскорбиновой кислоты возрастало, а в июне было наименьшим.

## Значение и применение

### Кормовое значение
Используется на силос, травную муку, сено. Даёт нежный питательный корм. На пастбище поедается всеми видами скота. Из-за горького вкуса в чистом виде поедается хуже клевера красного (Trifolium rubens), поэтому рекомендуется скармливать в смеси с злаками. Телятами поедается хуже клевера белого (Trifolium repens). Хорошо выносит выпас. На пастбище и сенокосе более долговечен, чем в поле. В посевах держится 3—4 года.
| Фаза            | От абсолютного сухого вещества в % | От абсолютного сухого вещества в % | От абсолютного сухого вещества в % | От абсолютного сухого вещества в % | От абсолютного сухого вещества в % | Источник и район                  |
| Фаза            | золы                               | протеина                           | жира                               | клетчатки                          | БЭВ                                | Источник и район                  |
| --------------- | ---------------------------------- | ---------------------------------- | ---------------------------------- | ---------------------------------- | ---------------------------------- | --------------------------------- |
| —               | 9,2                                | 19,5                               | 3,6                                | 20,6                               | 47,1                               | Голубенцева, 1929, Новгород       |
| Полное цветение | 9,8                                | 15,9                               | 1,6                                | 29,0                               | 43,7                               | Оношко, 1934                      |
| —               | 8,7                                | 18,0                               | 3,8                                | 20,0                               | 49,5                               | Штуцер, Милашевский, 1915, Казань |
| Цветение        | 8,6                                | 21,0                               | 3,6                                | 23,8                               | 43,0                               | Котов и др., 1941, Украина        |
| 1-й укос        | 9,6                                | 20,3                               | 2,6                                | 26,4                               | 41,1                               | Котов и др., 1941, Украина        |
| 2-й укос        | 10,9                               | 21,0                               | 2,6                                | 28,5                               | 37,0                               | Котов и др., 1941, Украина        |

По химическому составу в начале цветения не уступает клеверу красному (Trifolium rubens). На 100 кг зелёного корма приходится 22,8 кормовых единиц и 3,1 кг переваримого протеина, 340 грамм кальция, 50 грамм фосфора и 400 мг/100 грамм каротина. В сене содержится 0,9 % протеина, 2,6 % жира, 26,7 % клетчатки, 35,6 % БЭВ, 7,2 % минеральных веществ.
В хозяйственное значение во многом не уступает клеверу красному (Trifolium rubens): даёт более высокий урожай семян, не чернеющее сено, более мягкие стебли, солому после обмолота пригодную для корма, можно культивировать в более суровых условиях севера.

### В пчеловодстве
Хороший медоноси пыльценос, продуктивность мёда достигает 125 кг с гектара посевов. Мёд высокого качества, светлый. Пыльца коричневая. Продуктивность мёда в Московской области в 1980-х годах составляла 110 кг/га, в Кемеровской области 87,5 кг/га.

## Галерея
| Соцветие | Лист |

## Классификация

### Таксономия
Trifolium hybridum L., 1753, Sp. Pl.: 766
Вид Клевер гибридный относится к роду Клевер (Trifolium) подсемейства Мотыльковые (Papilionoideae) семейства Бобовые (Fabaceae) порядка Бобовоцветные (Fabales). Таксономическая схема в соответствии с Системой APG IV по состоянию на декабрь 2023 года:
|  |                                      |  |                                   |                                   |                   |  | ещё 3 семейства | ещё 3 семейства   |                          |  |  |  | еще 523 рода                                                     | еще 523 рода     |  |  |
|  |                                      |  |                                   |                                   |                   |  | ещё 3 семейства | ещё 3 семейства   |                          |  |  |  | еще 523 рода                                                     | еще 523 рода     |  |  |
|  |                                      |  |                                   | порядок Бобовоцветные             |                   |  |                 |                   | подсемейство Мотыльковые |  |  |  |                                                                  | Клевер гибридный |  |  |
|  |                                      |  |                                   | порядок Бобовоцветные             |                   |  |                 |                   | подсемейство Мотыльковые |  |  |  |                                                                  | Клевер гибридный |  |  |
|  | отдел Цветковые, или Покрытосеменные |  |                                   |                                   | семейство Бобовые |  |                 |                   | род Клевер               |  |  |  |                                                                  |                  |  |  |
|  | отдел Цветковые, или Покрытосеменные |  |                                   |                                   |                   |  |                 |                   |                          |  |  |  |                                                                  |                  |  |  |
|  |                                      |  | ещё 63 порядка цветковых растений | ещё 63 порядка цветковых растений |                   |  |                 | еще 5 подсемейств | еще 5 подсемейств        |  |  |  | еще 368 подтвержденных видов и 66 видов, ожидающих подтверждения |                  |  |  |
|  |                                      |  |                                   | ещё 63 порядка цветковых растений |                   |  |                 |                   | еще 5 подсемейств        |  |  |  |                                                                  |                  |  |  |

### Внутривидовые таксоны
- Trifolium hybridum subsp. anatolicum (Boiss.) M.Hossain
- Trifolium hybridum subsp. elegans (Savi) Asch. & Graebn.
- Trifolium hybridum subsp. hybridum

### Синонимы
- Trifolium hybridum var. hybridum
- Amoria hybrida (L.) C.Presl
- Trifolium elegans subsp. hybridum (L.) Bonnier & Layens
- Trifolium hybridum f. hybridum